# Liman, Donețk
Liman (în 1925-2016 se numea Krasnâi Liman), transliterat ca Lîman din toponimul ucrainean Лиман, este un oraș în estul Ucrainei, situat în nordul regiunii Donețk, pe malul lacului Liman. Se află în raionul Kramatorsk, în trecut era centrul raionului Krasnolimansk.  A fost fondat în 1667 lângă cetatea Maiațk pentru a apăra stepa din apropiere de incursiunile tătarilor din Crimeea, i s-a acordat statutul de oraș în 1938. Nod important de cale ferată (linii ferate către Slaviansk, Lugansk, Harkov, Nikitovka, Kupeansk). Întreprinderi de întreținere a transportului feroviar. Fabrici de cărămidă silico-calcară, conserve. Cariera de nisip. În aprilie 2014, forțele separatiste pro-ruse a Republicii Populare Donețk au ocupat orașul,  însă în iunie 2014, armata ucraineană a eliberat orașul. Armata rusă în timpul Invaziei Rusiei în Ucraina pe 28 mai 2022 a ocupat orașul Liman, care are o importanță strategică, deoarece aici se află un important  nod feroviar și există căi de acces spre  podurile de peste râul Doneț. Forțele armate ale Ucrainei au eliberat orașul pe 1 octombrie 2022. Conform recensământului din 2001, populația orașului era de 27.575,  din care 84,4% erau ucraineni, 13,8% ruși, 0,6% belaruși, restul de 1,2% armeni, moldoveni, tătari, germani și greci.